# Togoland
Togoland – niemiecka kolonia istniejąca w latach 1884–1914. W 1905 roku zmieniono oficjalnie jej nazwę na Togo. 28 sierpnia 1914 roku przejęta przez Wielką Brytanię i Francję. W 1916 roku została podzielona między te dwa państwa, a w 1919 administrację nad nią przejęła Liga Narodów.

Planowany herb
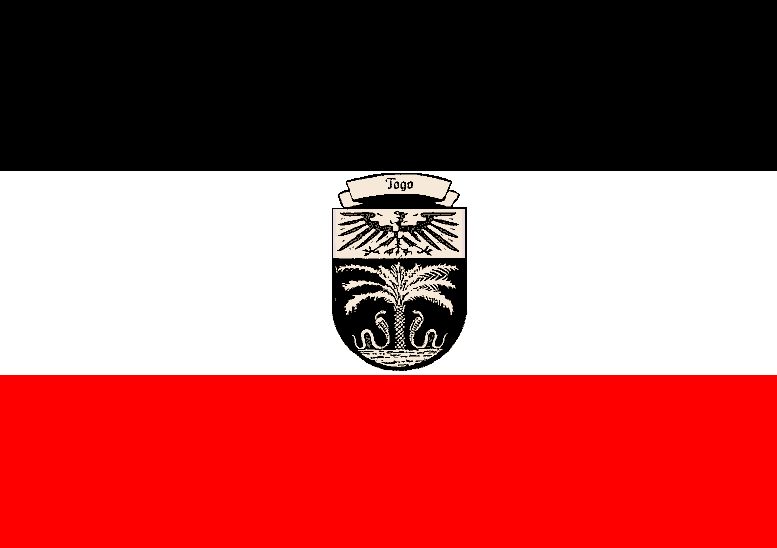
Planowana flaga (wersja 1)
Planowana flaga (wersja 2)

## Gubernatorzy
- 1884 – Gustav Nachtigal (komisarz Niemieckiej Afryki Zachodniej)
- 1884–1885 – Julius Freiherr von Soden (nadkomisarz)
- 1885–1887 – Ernst Falkenthal (komisarz)
- 1887–1888 – Jesko von Puttkamer
- 1888–1891 – Eugen von Zimmerer
- 1891–1892 – wakat
- 1892–1895 – Jesko von Puttkamer (komisarz)
- 1895–1902 – August Köhler (gubernator)
- 1902–1903 – Waldemar Horn (gubernator)
- 1904–1910 – Johann Nepomuk von Zech auf Neuhofen (gubernator)
- 1910–1912 – Edmund Brückner (gubernator)
- 1912–1914 – Adolf Friedrich von Mecklenburg-Schwerin (gubernator)
- 1914 – Hans-Georg von Doering